# Národní rezervace Las Chinchillas
Národní rezervace Las Chinchillas (španělsky Reserva nacional Las Chinchillas) je přírodní rezervace v provincii Choapa, v oblasti Coquimbo, Chile. Rezervace poskytuje útočiště posledním koloniím činčil vlnatých ve volné přírodě. Rozloha rezervace je 42,29 km².

## Biologie
Kromě činčil žijí v rezervaci a v jejím okolí drobní savci (hlavně hlodavci), dva druhy lišek a kočkovité šelmy jako puma. V rezervaci se ve skutečnosti nachází jen přibližně polovina divokých činčil, zbytek obývá soukromé či veřejné pozemky.
V rezervaci také žije mnoho druhů ptáků. Park obývají i sovy, například sova hrabavá, kulíšek patagonský a výr virginský.